# Había una vez un perro
Había una vez un perro (Жил-был пёс en ruso, transl. Zhil-byl pios) es un aclamado cortometraje de animación soviético basado en un popular cuento ucraniano.
El corto ganó el Festival Internacional de Odense de 1983 y el premio especial del Festival de Annecy del mismo año.

## Argumento
El corto cuenta la historía de un perro guardián ya viejo que debido a su edad se ha vuelto inútil, por lo que los dueños deciden deshacerse de él. Una vez en el bosque, el can se exaspera cuando siente que ninguno de sus dueños le echan de menos, allí se encuentra con un lobo al que solía perseguir y el cual decide ayudarle. 
Una mañana mientras los dueños del animal, unos campesinos recogen la cosecha, el lobo aprovecha la distracción de estos para secuestrar el bebé de la hija del campesino y así ayudar a su amigo a ser aceptado por quienes hace poco abandonaron al hacerles creer que ha recuperado al lactante.
El perro es recibido con todos los honores en la aldea y día tras día mejora su actitud. Llega el invierno y el frío se hace con el bosque por lo que el can se marcha en busca del lobo para compensarle por el gesto que tuvo con él, a continuación el can ayuda al lobo a colarse dentro de casa y comer escondido bajo la mesa hasta que, borracho por el vodka, el lobo muestra intenciones de cantar ante el gesto de nerviosismo del can. Finalmente empieza a cantar (i.e. aullar) y el perro se ve obligado a perseguirle como pantomima y así no levantar sospechas. Ya fuera de la casa, el lobo le agradece su hospitalidad y se despide en señal de amistad.

## Créditos
El relato animado aparece acompañada por la canción popular ucraniana Oi Tam Na Gori (Oh, allí en la montaña). Los actores Gueorgi Burkov y Armen Dzhigarkhanyan prestan sus voces al perro y al lobo respectivamente.
Animadores
Anatoly Abarenov, Natalia Bogomolova, Sergey Dezhkin
Operarios
Mikhail Druyan
Productor de sonido
Andrey Filchikov.
En 2005 se levantó un monumento de acero del lobo en la localidad de Tomsk y se hizo una replica de la misma en Angarsk dos años después. El monumento es llamado de manera no oficial: "Monumento a la felicidad".